# Cryptomyrmex
Cryptomyrmex é um gênero de insetos, pertencente a família Formicidae.

## Espécies
- Cryptomyrmex boltoni (Fernández, 2003)
- Cryptomyrmex longinodus (Fernández, 2003)